# Саарде (волость)
Са́арде (эст. Saarde vald) — бывшая волость в Эстонии, в составе уезда Пярнумаа. Была образована 10 октября 1991 года. Упразднена в 2017 году в ходе административно-территориальной реформы путём её слияния с волостью и Сурью и  образования новой волости Саарде. 

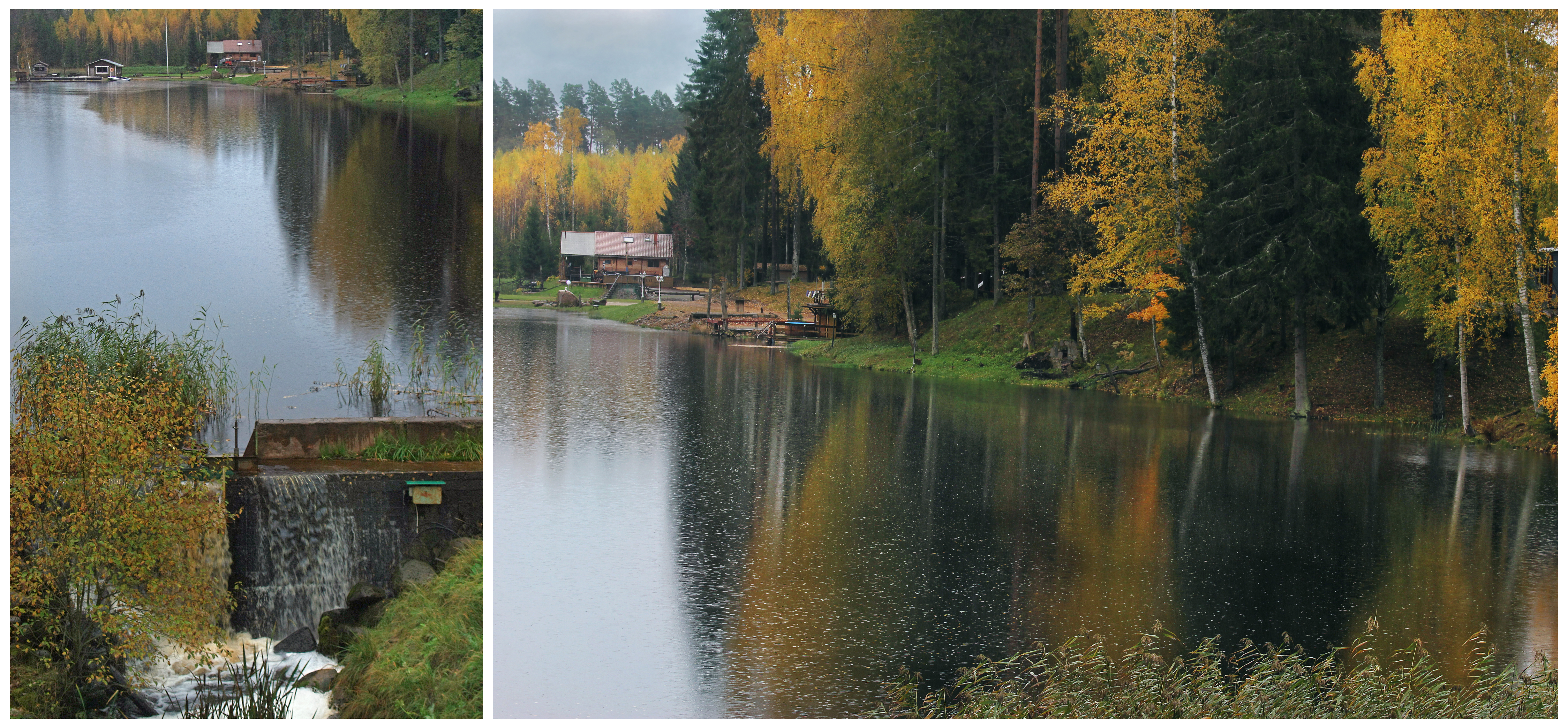
Озеро Рахумери, Волость Саарде, уезд Пярну

## География и описание
Площадь волости — 706,9 км², численность населения на 1 января 2010 года составляла 4350 человек.
Административным центром волости был город Килинги-Нымме. Помимо этого, на территории волости находился один посёлок — Тихеметса — и 23 деревни.
Волость принадлежала к числу самых крупных волостей Эстонии.
Историческое русское название волости в период Российской империи — Куркундская волость (нем. Kurkund, Gemeinde).